# Skirollerbahn Fichtelberg
Koordinaten: 50° 0′ 42,3″ N, 11° 50′ 15,5″ O
Die Skirollerbahn Fichtelberg ist eine Sommer- und Wintersportanlage mit Biathlonschießstand in der Gemeinde Fichtelberg im Fichtelgebirge.

## Geschichte
Von Mai 2010 bis August 2011 wurde eine ca. 2,5 km lange asphaltierte, beleuchtete Skirollerstrecke mit 15 Schießbahnen für Kleinkaliber für insgesamt 1.246.728 Euro förderfähige Gesamtkosten gebaut. Am 21. August 2011 wurde die Skirollerstrecke mit Evi Sachenbacher-Stehle eingeweiht.

## Daten

### Lage
Die Skirollerbahn Fichtelberg befindet sich auf dem Gebiet der oberfränkischen Gemeinde Fichtelberg, neben der kleinen Piste Bleaml Alm im Ortsteil Neubau.

### Ausstattung

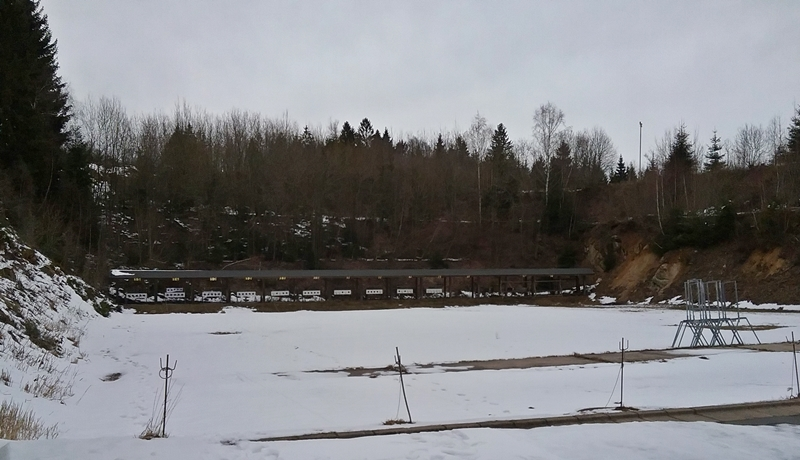
Biathlon Schießanlage

Die Skirollerbahn Fichtelberg verfügt über eine ca. 2,5 km asphaltierte Skirollerstrecke, die vollständig mit Flutlicht ausgeleuchtet werden kann. Eine Beschneiungsanlage sorgt auch in schneearmen Wintern für Schneesicherheit, in Verbindung mit der Skirollerstrecke kann die Anlage deshalb das ganze Jahr über für Training und Wettkämpfe genutzt werden. Der Schießstand besitzt insgesamt 15 Schießbahnen.

## Veranstaltungen
Seit der Eröffnung der Skirollerbahn finden regionale Veranstaltungen und seit dem Jahr 2016 findet dort der Alpencup der Nordischen Kombination der Damen statt.